# Адам Џамал Крег
Адам Џамал Крег (енгл. Adam Jamal Craig) је амерички глумац који је рођен 17. априла 1978. године.
Крег је најпознатији по улози посебног агента Доминика Вејла у серији Морнарички истражитељи: Лос Анђелес.